# Virgilio Malvezzi
Virgilio Malvezzi (Bologna, 8 settembre 1595 – Castel Guelfo di Bologna, 11 agosto 1654) è stato uno scrittore, militare e politico italiano.

## Biografia

### I primi anni e la formazione

Stemma della famiglia Malvezzi

Figlio di Piriteo, barone di Taranta, e della sua seconda moglie, Beatrice Orsini, il 2 ottobre 1613 conseguì il dottorato in utroque iure presso l'Università di Bologna. Nel 1614 si recò a Siena, dove il padre era stato nominato governatore al servizio di Cosimo II de' Medici. A Siena divenne amico intimo dell'umanista Fabio Chigi, il futuro papa Alessandro VII. A contatto con il vivace ambiente intellettuale cittadino, Malvezzi accentuò e precisò i suoi interessi filosofici, si dedicò con assiduità allo studio e alla discussione delle opere di San Tommaso e Aristotele, di questioni di arte e di storia, e maturò un interesse particolare per la filologia e i classici, che studiò con profondo impegno.
Frutto dell'esperienza senese è la sua prima opera a stampa, i Discorsi sopra Cornelio Tacito, pubblicati nel 1622 e dedicati al Granduca di Toscana Cosimo II. I Discorsi, in tutto cinquantatré su altrettanti brani tratti dal primo libro degli Annales di Tacito, ripropongono, ad una generazione di distanza, le tematiche affrontate da Scipione Ammirato nella sua opera omonima. L'opera si annunciava come stesa d'un fiato nel 1621, con un tono di «compostezza greve» che costituiva la dominante di questo giovane «eclettico, accademico ed erudito». Quello stesso anno 1622 Malvezzi fece ritorno a Bologna col padre, che aveva rinunciato alla carica senese. Perfezionò lo studio del latino sotto la guida di Domenico Lappi e strinse stretti rapporti con l'ambiente intellettuale bolognese.
Dal giugno 1624 ai primi del 1625 soggiornò a Roma, dove si legò agli intellettuali vicini a Urbano VIII e fu ammesso all'Accademia dei Desiosi fondata dal cardinale Maurizio di Savoia. Davanti all'Accademia pronunciò un discorso («Ragioni per le quali i letterati credono non potere avvantaggiarsi nella corte»), raccolto insieme con altri da Agostino Mascardi e pubblicato in un'edizione veneziana del 1641.
Nel 1625 partì per militare sotto il comando del duca di Feria, governatore di Milano, ma a causa di problemi di salute - era debole, mangiava poco e soffriva di frequenti capogiri - dopo un solo anno abbandonò la carriera militare per fare ritorno a Bologna. «Ma l'esperienza non fu inutile, se si considera da una parte che egli ebbe modo di provare agli spagnoli che, se il fisico era debole, la devozione era ferrea, e dall'altra che ebbe modo di provare a se stesso che la carriera marziale non era proprio fatta per lui.»
Alla morte del padre, nell'ottobre del 1627, ereditò insieme al fratello Marco Antonio i suoi titoli e il feudo di Castel Guelfo, dove si dedicò allo studio delle opere di Tito Livio senza perdere il contatto con i circoli intellettuali bolognesi. Strinse amicizia con importanti pittori bolognesi, come Alessandro Tiarini e Guido Reni, che fu poi autore dei frontespizi delle sue opere maggiori e di un suo ritratto. Iniziò anche un rapporto epistolare con Juan Antonio de Vera y Figueroa, ambasciatore di Spagna a Venezia, che gli fornì l'aiuto necessario per la stesura del Ritratto del privato politico christiano.

### Gli anni spagnoli
Il successo editoriale del Ritratto, immediatamente tradotto in spagnolo da Francisco de Balboa y Paz con il titolo Retrato del privado Christiano Político deducido de las acciones del Conde Duque (Napoli, 1635), garantì al Malvezzi la protezione del Conte di Olivares, e gli aprì le porte della Corte di Madrid, dove si recò nel luglio 1636. A Madrid Olivares gli commissionò una storia della Spagna dal Regno di Filippo III, che Malvezzi iniziò a scrivere in castigliano, lasciandola tuttavia incompiuta per far fronte ai nuovi incarichi che gli furono affidati.

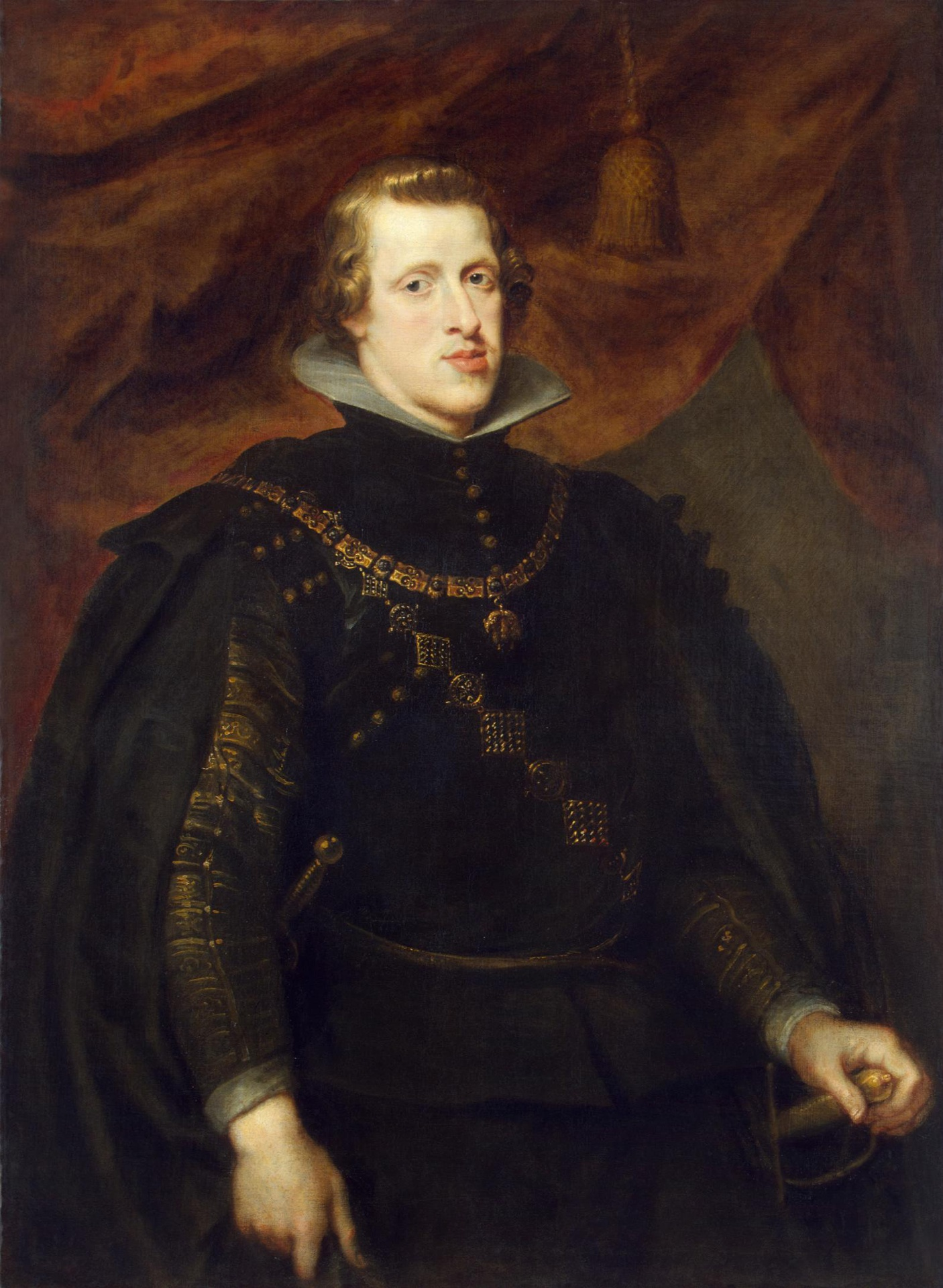
Filippo IV di Spagna

Nel 1639 diede alle stampe La libra, analisi delle vittorie e delle sconfitte della Spagna durante il «felice regno di Filippo IV il Grande», con un bilancio decisamente favorevole alle armi spagnole nel confronto con la Francia e ad Olivares come grande architetto dei suoi successi militari, primo fra tutti la vittoriosa difesa di Fuenterrabìa assediata dall'esercito francese. La stessa intenzione propagandistica e polemica hanno i Sucesos principales de la monarquia de España en el año 1639, pubblicati in spagnolo a Madrid, nel 1640, e in italiano un anno dopo, ad Anversa.
Filippo IV era per Malvezzi l'incarnazione ideale del monarca. «Ha questo Re (cosa che forse non si è trovata in altri) tutte le qualità e puntualità, che fanno honorato un Cavagliere, senza che nociano a quelle che fanno grande un Re. Ha revocato dal bando, e rimesso fra sogli e scettri le virtù morali, discacciate non dalle ragioni, bensì da' vitii de' politici: mostrando che sono l'istesse quelle del principe e dell'huomo particolare; e se differenti, non per diversità di specie, ma per maggioranza di qualità, di private convertendole in Regie, con praticarle egli da Re». Notava come egli dominasse la nobiltà non con la severità e i castighi, ma con la somma sua maestà, «onde l'impedire a uno il vedere il Re; lo slontanarlo dalla corte; lo scordarsi di lui, è tanto in quella felicissima Provincia, quanto in altri Regni, il bandire, il carcerare, il decapitare». Ma soprattutto sottolineava la profonda pietas religiosa del re e il suo ruolo in difesa della fede cattolica: per l'antiporta del suo Davide perseguitato aveva concertato con Guido Reni la figura della Religione con uno scudo in mano «nel quale fosse l'arma del re di Spagna», che, accanto alle insegne di Filippo IV, riproduceva i territori dei Paesi Bassi colpiti da una freccia, «per mostrare che Sua Maestà ha sempre fatto scudo de' suoi stati alla Religione, e che per cagion di quella ha perduto l'Olanda e gran parte degli altri paesi bassi...».
I suoi servizi alla monarchia spagnola vennero ricompensati nel 1640 con un seggio nel Consiglio di Stato e Guerra di Filippo IV e la nomina ad ambasciatore straordinario a Londra, affiancato dall'ambasciatore ordinario, Alonso Cárdenas, con l'incarico di concludere un'alleanza con Carlo I d'Inghilterra contro le Province Unite dopo la sconfitta inflitta inflitta dalla Marina Olandese all'Armada Española nella battaglia delle Dune, avvenuta in acque territoriali inglesi, violando la neutralità dell'Inghilterra. Malvezzi doveva anche entrare in contatto con gli esuli francesi, che la Spagna si offriva di sostenere. La missione si concluse con un fallimento, a causa delle eccessive richieste inglesi e delle difficoltà economiche che la Spagna stava attraversando, e Malvezzi fu inviato nelle Fiandre come consigliere di Ferdinando d'Asburgo.

### Gli ultimi anni e la morte
Dopo la morte di Ferdinando, nel novembre del 1641, Malvezzi rimase in carica sotto il nuovo governatore Francisco de Melo, ma dopo la caduta in disgrazia di Olivares gli fu ordinato di tornare in Spagna e nel 1645, dopo aver rinunciato per motivi di salute a una nuova missione diplomatica presso il duca di Baviera, fu autorizzato a tornare a Bologna, dove fu nominato Senatore e Gonfaloniere di Giustizia ed entrò nell'Accademia dei Gelati con il nome di Esposto. Dei Gelati sarà anzi principe per un biennio a partire dal 1646. A Bologna Malvezzi tornò ad occuparsi di storia antica. È di questi anni un volume dedicato ad Alcibiade, lo statista ateniese noto per la sua politica estera aggressiva, e a Coriolano, l'aristocratico romano che, secondo Plutarco, fu ingiustamente condannato dai tribuni della plebe ed esiliato dalla città. La scelta di queste due figure da parte di Malvezzi non fu affatto casuale, poiché entrambe, sebbene in modi molto diversi, avevano una forte somiglianza con Olivares, suo amico e protettore di cui era determinato a difendere il buon nome.
A Bologna non perse i contatti con la Spagna, come dimostrano, tra le altre cose, le lettere che ricevette da Diego Velázquez, che aveva avuto occasione di incontrare a Madrid, nelle quali il pittore sivigliano gli parlava di Pietro da Cortona e della possibilità, suggerita da Malvezzi e infine scartata, di chiamarlo in Spagna per lavorare agli affreschi del Real Alcázar di Madrid, che furono infine realizzati dai bolognesi Angelo Michele Colonna e Agostino Mitelli.
Malvezzi morì a Castel Guelfo l'11 agosto 1654. Fu sepolto nella Basilica di San Giacomo Maggiore a Bologna.

## Stile e opere

### Lo stile laconico
(Virgilio Malvezzi, Venezia, Discorsi sopra Cornelio Tacito, Presso Marco Ginammi, 1635, introduzione.)

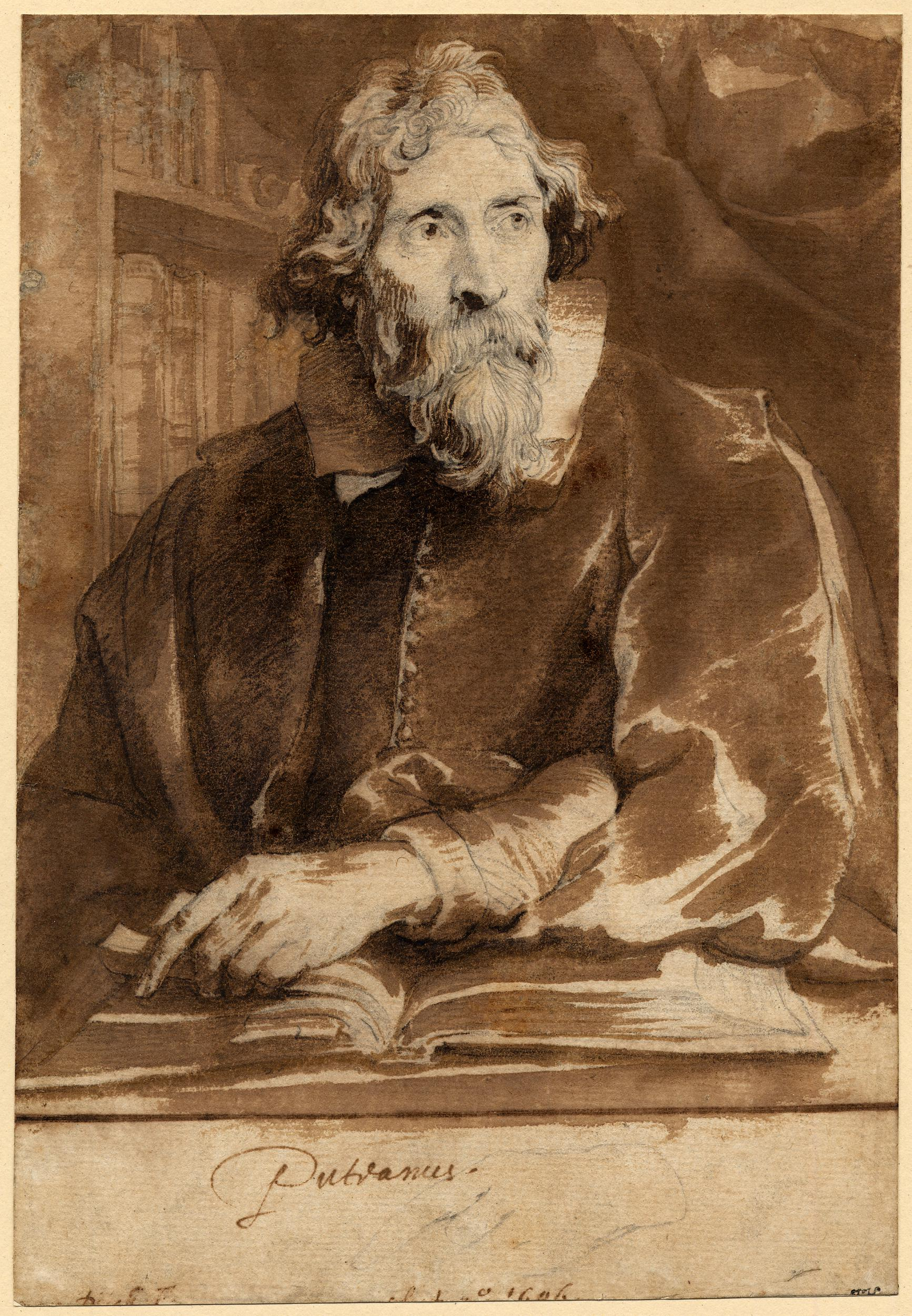
Erycius Puteanus, disegno di Antoon van Dyck

Notevole storico e moralista, dallo stile preciso e profondo nella sua concisione, Virgilio Malvezzi è considerato il "primo e maggiore tra i nostri senechisti" (Sapegno), maestro indiscusso di quello stile laconico alternativo alla retorica asiana e ciceroniana di Góngora e del marinismo.
Teorico e promotore del nuovo stile era stato il filologo fiammingo Giusto Lipsio nella seconda metà del secolo XVI, sia con le sue edizioni di Seneca e Tacito, sia con le sue opere latine: un'influenza che si diffuse nel corso del secolo successivo; Quevedo, per fare un esempio paradigmatico, si dimostra un ammiratore del lavoro letterario e filosofico di Lipsio. Anche Herycius Puteanus, discepolo di Lipsio, sostiene e teorizza l'oscurità laconica come norma di stile nel suo De laconismo syntagma (1609). Malvezzi (che nel 1641 era stato impegnato nelle Fiandre, nella veste di consigliere del Cardinale Infante Ferdinando, fratello di Filippo IV) intrattenne una corrispondenza epistolare con Puteano, e tale elemento sostanzia l'ipotesi che il diretto rapporto personale sia lo sfondo dell'influenza della teoria laconica sulle opere di tono aforistico del bolognese.
Se Lipsio e Puteano erano stati i maestri dello stile laconico in latino, Malvezzi fu il principale esponente del laconismo in lingua volgare; le sue opere furono presto tradotte dall'italiano in latino, spagnolo, tedesco, olandese e inglese. e Malvezzi ebbe ferventi imitatori e seguaci in tutta Europa.

### IDiscorsi sopra Cornelio Tacitoe le opere storiografiche
Con i Discorsi sopra Cornelio Tacito (1622), opera "dall'elegante laconismo" Malvezzi inaugurò quello stile spezzato e aforistico che avrebbe caratterizzato tutta la sua produzione successiva. Le sententiae su cui si basano i Discorsi sono tratte dai libri 1–6 degli Annales e molte trattano i tradizionali cavalli di battaglia del tacitismo - il raggiungimento della stabilità politica e la condotta sordida di chi gravita nell'orbita del potere. Ma Malvezzi si concentrò intensamente anche sui paragrafi di apertura degli Annales, la transizione di Roma dalla Repubblica al Principato, confrontandosi sia direttamente con il testo di Tacito sia con i Discorsi sopra la prima Deca di Tito Livio di Machiavelli, che si concentrano sull'ascesa e la decadenza delle repubbliche. Augusto era stato in grado di stabilire il governo di uno solo perché le persone preferiscono la sicurezza e il lusso alla libertà. A differenza di Scipione Ammirato, in Malvezzi la libertà è una condizione desiderabile, ma irraggiungibile nell'età moderna. Malvezzi accettò l'ineluttabilità della monarchia sia a Roma che nel mondo contemporaneo, ma in termini molto meno positivi: il declino della Repubblica fu il risultato dell'imperfettione de' Cittadini, che si erano allontanati dalla virtù necessaria a mantenere gli stati in regime di libertà. Malvezzi utilizza consapevolmente il vocabolario umanistico per dimostrare la sua inefficacia nei regimi monarchici. Né la Libertà né l'Egualità, possono esistere in uno stato governato da un sovrano.
Notevoli le biografie «non tanto romanzate quanto ragionate e moralizzate» (Sapegno) di personaggi della storia antica: il Romulo (1629), il Tarquinio il Superbo (1632), il David perseguitato (1634) e le Considerationi con occasione d'alcuni luoghi delle vite d'Alcibiade, e di Coriolano (1648), parte del progetto mai realizzato di discutere le Vite di Plutarco. «La riflessione etico-politica che correda le vite malvezziane è un interessante tentativo di coniugare l'eredità classica con le acquisizioni del pensiero del Machiavelli e del Guicciardini, sotto l'influsso della rinascita stoica cristiana promossa a livello europeo da Giusto Lipsio, il grande studioso di Seneca e Tacito.» Denso di significato è anche Il ritratto del privato politico christiano (1635), biografia del conte-duca di Olivares che gli guadagnò il sostegno della Corte di Spagna. In una prosa di stile barocco ma attenta anche ai modelli classici di Seneca e Tacito, Malvezzi compie un'acuta analisi della figura del «privato» di Spagna, ruolo che portava ad avere enorme potere pur rimanendo sempre dipendente dal re. Del conte spagnolo emergono le qualità, espresse principalmente in termini di prudenza, ossia capacità di mediazione, e fedeltà ai valori dell'impero universale spagnolo, ma anche gli errori, nel giudicare i quali Malvezzi espresse la consapevolezza di come nella realtà si consumi una spietata lotta per il potere. Nella sua opera Malvezzi giunse a una totale opposizione alla visione storica di Machiavelli, con la negazione di qualsiasi valore esemplare della storia.
Malvezzi scrisse anche opere di storia contemporanea, come i Successi principali della monarchia di Spagna nell'anno 1639 (1641), già pubblicato nel 1640 in lingua spagnola, e l'Introduttione al racconto de' principali successi accaduti sotto il comando del potentissimo re Filippo IV (1651). Nella storiografia malvezziana si saldano «le due grandi correnti storiografiche dell'antichità che il pensiero umanistico aveva recepito e rielaborato in forme originali: il filone ciceroniano-quintilianeo, dalle finalità spiccatamente pedagogiche, e quello di Tucidide e di Luciano, promotori di uno stile brevis (celebrato dal Malvezzi nella versione tacitiana) atto a trattare argomenti di interesse politico.»

### Giudizio storico
Malvezzi «godette non poca reputazione, che non fu già quella vana e fittizia degli elogi iperbolici allora assai comuni, ma la reputazione presso gl'intendenti, i quali in lui salutarono un moralista e stilista che rinnovava ed emulava Seneca, e il maggiore, se non il primo per tempo, dei «senechisti» italiani.» Le sue opere furono lette e ammirate da scrittori come Baltasar Gracián, Francisco de Quevedo (che nel 1632 tradusse in spagnolo il Romulo), Charles de Vion d'Alibray (che tradusse in francese il Romulo e il Tarquinio), Nicolas Caussin e Diego de Saavedra Fajardo. Malvezzi ebbe molto successo anche in Inghilterra nel periodo della Guerra Civile. Nel 1637 fu pubblicata la traduzione del Davide Perseguitato realizzata Robert Ashley. I Discorsi sopra Cornelio Tacito furono tradotti da Sir Richard Baker e pubblicati per la prima volta nel 1642. Henry Carey conte di Monmouth tradusse il Romulo e il Tarquinio dall'originale italiano nel 1637. L'edizione del 1648 della traduzione del Romulo di Monmouth era preceduta da versi di Robert Stapylton, Thomas Carew, John Suckling e William Davenant; due lettere di Malvezzi furono tradotte e pubblicate nel 1651 con il titolo di Stoa triumphans da Thomas Powell, caro amico del poeta Henry Vaughan. Powell tradusse anche il Ritratto del privato politico christiano; entrambe le traduzioni furono caldamente elogiate da Vaughan nell'Olor Iscanus (1651). Robert Gentilis, figlio di Alberico Gentili, tradusse i Successi principali della Monarchia di Spagna nell'anno 1639 (Chief Events in the Monarchy of Spain in the Year 1639, 1647) e le Considerationi con occasione d'alcuni luoghi delle vite d'Alcibiade, e di Coriolano (Considerations upon the Lives of Alcibiades and Coriolanus, 1650).
Non mancarono, peraltro, detrattori dello stile di Malvezzi. Era il caso di Daniello Bartoli, nel suo L'uomo di lettere difeso ed emendato (1645), e, prima ancora, di Agostino Mascardi nell'Arte istorica (1636): bersaglio di entrambi, in modi e tempi diversi, fu proprio quel Malvezzi, "who can cut Tacitus into slivers and steaks" (che è capace di ridurre Tacito in mille pezzi), per usare le parole di John Milton, che corredò di ampie postille la sua copia dei Discorsi nella traduzione inglese di sir Richard Baker. Per Gabriel Naudé, infine, Malvezzi, Manzini e Loredan sono ugualmente responsabili di aver aderito all'«impertinence» dello stile spezzato che tanto viene applaudito dagli «ignorants».
Tra i critici recenti Benedetto Croce include Malvezzi tra i grandi moralisti del seicento (cfr. B. Croce e S. Caramella (a cura di), Politici e moralisti del Seicento. Strada-Zuccolo-Settala-Accetto-Brignole Sale-Malvezzi, Bari, 1930, pp. 255 sgg.). «Ingiustamente» secondo Croce «è molto noto e stimato il Graciàn e lasciato in pieno oblio il Malvezzi, celebre a quei tempi, che ha aforismi politici e morali di merito non inferiori a quelli del Graciàn». Ezio Raimondi giudica Malvezzi «un moralista politico di levatura europea, degno di un Quevedo o di un Graciàn, se non di un La Rochefoucauld».

## Opere
- Virgilio Malvezzi, Discorsi sopra Cornelio Tacito del conte Virgilio Maluezzi. Al serenissimo Ferdinando II. Gran duca di Toscana, Venezia, Marco Ginami, 1622. URL consultato il 2 marzo 2019.
- Virgilio Malvezzi, Il Tarquinio superbo, Bologna, Clemente Ferroni, 1632. URL consultato il 7 dicembre 2019.
- Virgilio Malvezzi, Dauide perseguitato del marchese Virgilio Maluezzi dedicato alla cattolica maesta' di Filippo IIII. il grande, Bologna, Giacomo Monti, 1634. URL consultato il 2 marzo 2019.
- Virgilio Malvezzi, Il Ritratto del Privato politico christiano, Bologna, 1635. URL consultato il 2 marzo 2019.
- (ES) Virgilio Malvezzi, Sucesos principales de la monarquia de España en el año 1639, Madrid, Imprenta Real, 1640. URL consultato il 14 marzo 2019.
- Virgilio Malvezzi, Successi principali della Monarchia di Spagna nell'anno 1639, Bologna, Giacomo Monti, 1651. URL consultato il 2 marzo 2019.
- Virgilio Malvezzi, Considerationi con occasione d'alc.i luoghi delle vite d'Alcibiade, e di Coriolano le fece il marchese Virgilio Maluezzi, Bologna, 1648. URL consultato il 2 marzo 2019.
- Virgilio Malvezzi, Introduttione al racconto de' principali successi accaduti sotto il comando del potentissimo re Filippo quarto, Roma, per gl'heredi del Corbelletti, 1651. URL consultato il 2 marzo 2019.

### Edizioni moderne
- (ES) Virgilio Malvezzi, Historia de los primeros años del reinado de Felipe IV, a cura di D. L. Shaw, London, Boydell & Brewer, 1968, ISBN 9780900411014.
- Virgilio Malvezzi, Il ritratto del privato politico cristiano, a cura di Maria Luisa Doglio, Palermo, Sellerio, 1993, ISBN 978-8838909351.
- Virgilio Malvezzi, L'Alcibiade e altre prose politiche, a cura di Diego Varini, Lavis-Trento, La Finestra editrice, 2010, ISBN 9788895925196.
- Virgilio Malvezzi, Opere, a cura di Edoardo Ripari, presentazione di Andrea Battistini. Con uno scritto di Riccardo Castagnetti, vol. 1, Bologna, Persiani editore, 2013, ISBN 978-8896013687.
- Virgilio Malvezzi, Opere, a cura di Edoardo Ripari, presentazione di Francesco Sberlati, vol. 2, Bologna, Persiani editore, 2015, ISBN 978-8898874118.